# École Vétérinaire de Maisons-Alfort (metropolitana di Parigi)
École Vétérinaire de Maisons-Alfort è una stazione sulla linea 8 della metropolitana di Parigi sita nel comune di Maisons-Alfort.

## La stazione
La stazione venne aperta il 19 settembre 1970 e prese il nome della École vétérinaire fondata nel 1767 da Luigi XV il Bien-Aimé.

## Interconnessioni
- Bus RATP - 24, 103, 104, 107, 125, 181
- Noctilien - N32, N35
- Voguéo - Capolinea